# درجه‌بندی پویای بسامد
درجه‌بندی پویای بسامد (Dynamic frequency scaling) روش و تکنیکی در معماری رایانه است که در مدیریت توان پردازنده‌ها (CPU) کاربرد دارد.
با استفاده از این روش، فرکانس پردازنده‌ها به صورت خودکار نیز تغییر می‌کنند، به گونه‌ای که در مواقعی که بار پردازشی کم می‌باشد فرکانس کاهش یافته و سرعت و در نتیجه تلفات دمایی و توان مصرفی در تراشه‌ها کاهش می‌یابد.
این روش متداولی است که در لپ‌تاپ‌ها و تلفن‌های همراه و بقیه ابزاری که دارای باتری یا منبع انرژی محدود شده هستند، استفاده می‌گردد. از جمله دیگر مزایای این روش کاهش هزینه خنک‌کننده گی نیز می‌باشد که باعث می‌گردد دمای تراشه‌ها کاهش یافته و در نتیجه سامانه خنک‌کننده شامل فن‌ها کمتر روشن گردند و سر صدای کمتری تولید شود.